# 蒙克拉尔
蒙克拉尔（法語：Monclar，法語發音：[mɔ̃klaʁ]）是法国洛特-加龙省的一个市镇，属于洛特河畔新城区。

## 地理
蒙克拉尔（44°26'49"N, 0°31'33"E）面积24.02 平方千米，位于法国新阿基坦大区洛特-加龍省，该省份为法国西南部内陆省份，北起多爾多涅省，西接吉倫特省和朗德省，南至热尔省，东临塔恩-加龙省和洛特省。
与蒙克拉尔接壤的市镇（或旧市镇、城区）包括：布吕尼亚克、洛特河畔卡斯泰尔莫龙、库尔、丰格拉沃、蒙塔斯特吕克、皮内勒-欧特里沃、圣艾蒂安德富热尔。

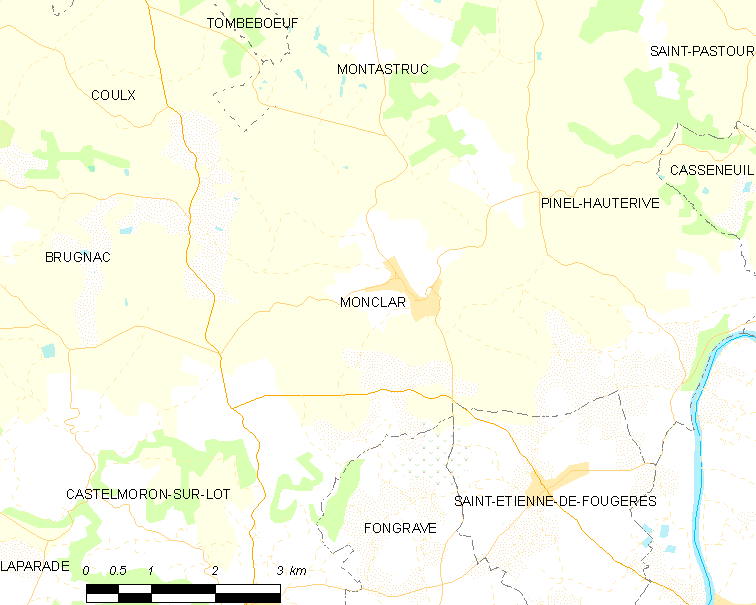
蒙克拉尔的OSM定位图

蒙克拉尔的时区为UTC+01:00、UTC+02:00（夏令时）。

## 行政
蒙克拉尔的邮政编码为47380，INSEE市镇编码为47173。

## 政治
蒙克拉尔所属的省级选区为勒利夫拉代县。

## 人口

1962-2008年间蒙克拉尔人口变化图示

蒙克拉尔于2022年1月1日时的人口数量为898人。